# Liste der Kulturdenkmäler in Gondorf
In der Liste der Kulturdenkmäler in Gondorf sind alle Kulturdenkmäler der rheinland-pfälzischen Ortsgemeinde Gondorf aufgeführt. Grundlage ist die Denkmalliste des Landes Rheinland-Pfalz (Stand: 27. Juni 2022).

## Einzeldenkmäler
| Bezeichnung                             | Lage                 | Baujahr                    | Beschreibung                                                                                                | Bild |
| --------------------------------------- | -------------------- | -------------------------- | --- | ---- |
| Hofanlage                               | Brunnenstraße 8 Lage | 1840                       | Einhof, bezeichnet 1840; ortsbildprägend                                                                    | BW   |
| Wohnhaus                                | Hauptstraße 14 Lage  | Mitte des 19. Jahrhunderts | Wohnhaus, Rotsandsteinquaderbau, Mitte des 19. Jahrhunderts, Umbau und Erweiterung bezeichnet 1883          | BW   |
| Katholische Filialkirche St. Wendelinus | Kirchstraße 6 Lage   | 1846–50                    | kleiner romanisierender Saalbau, 1846–50; reliefiertes Grabmal Familie Gerten, 1920 von G. S. Metzen, Spang | BW   |